# ウィルメット (イリノイ州)
ウィルメット（Wilmette）は、アメリカ合衆国イリノイ州のクック郡にある村。人口は2万8170人（2020年）。シカゴの北25キロメートル、ミシガン湖に面している。富裕層の住民が多い。

## 交通
ウィルメット駅からメトラの通勤列車が利用できる。ターミナル駅はシカゴオギルビー駅である。ウィルメット駅の南東1キロメートルにはシカゴ交通局パープルラインのリンデン駅がある。こちらは運行本数が多く便利である。

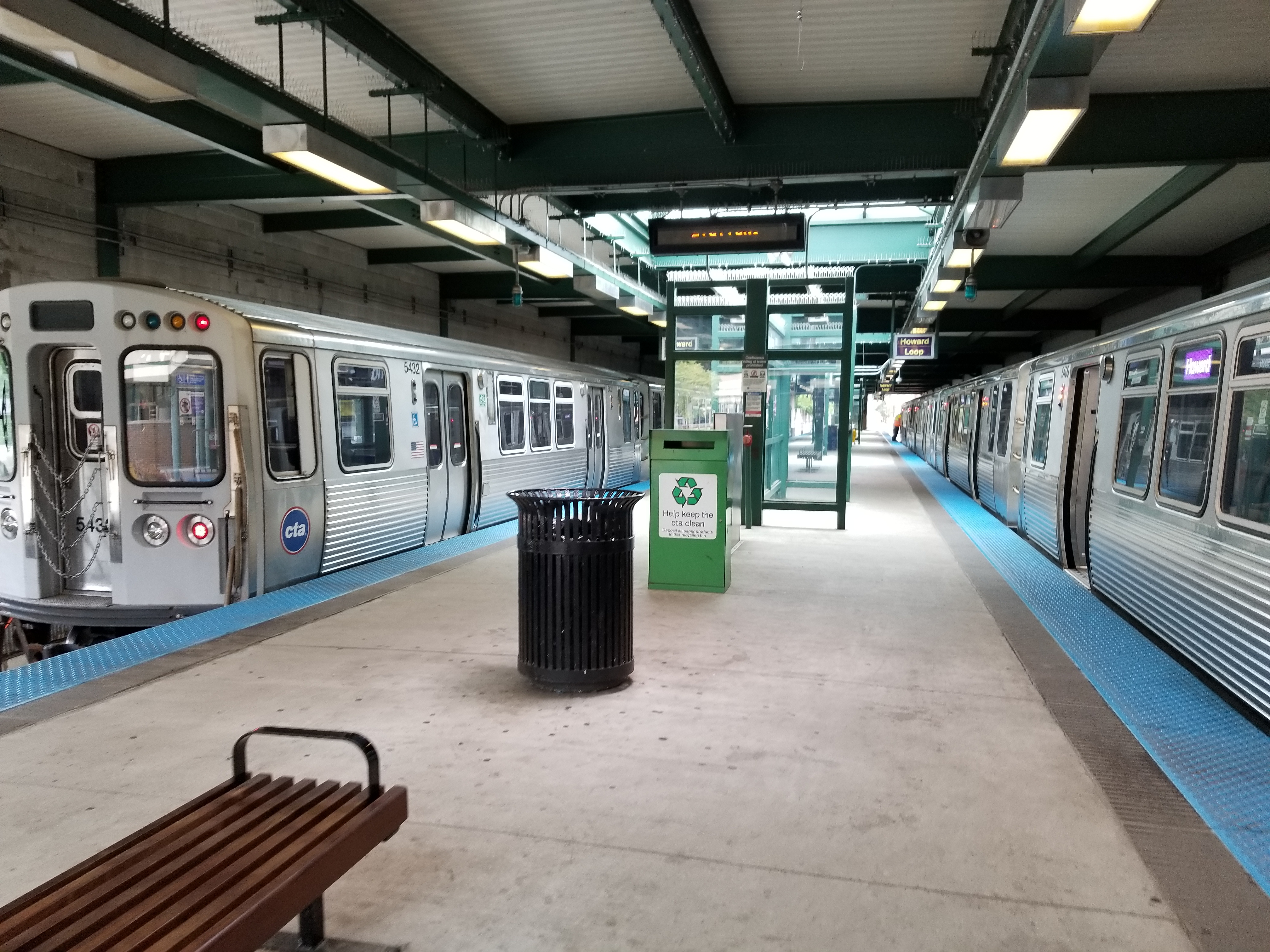
リンデン駅

## 観光
ミシガン湖畔のウィルメット・ハーバーにバハイ教の大聖堂があり、観光名所になっている。

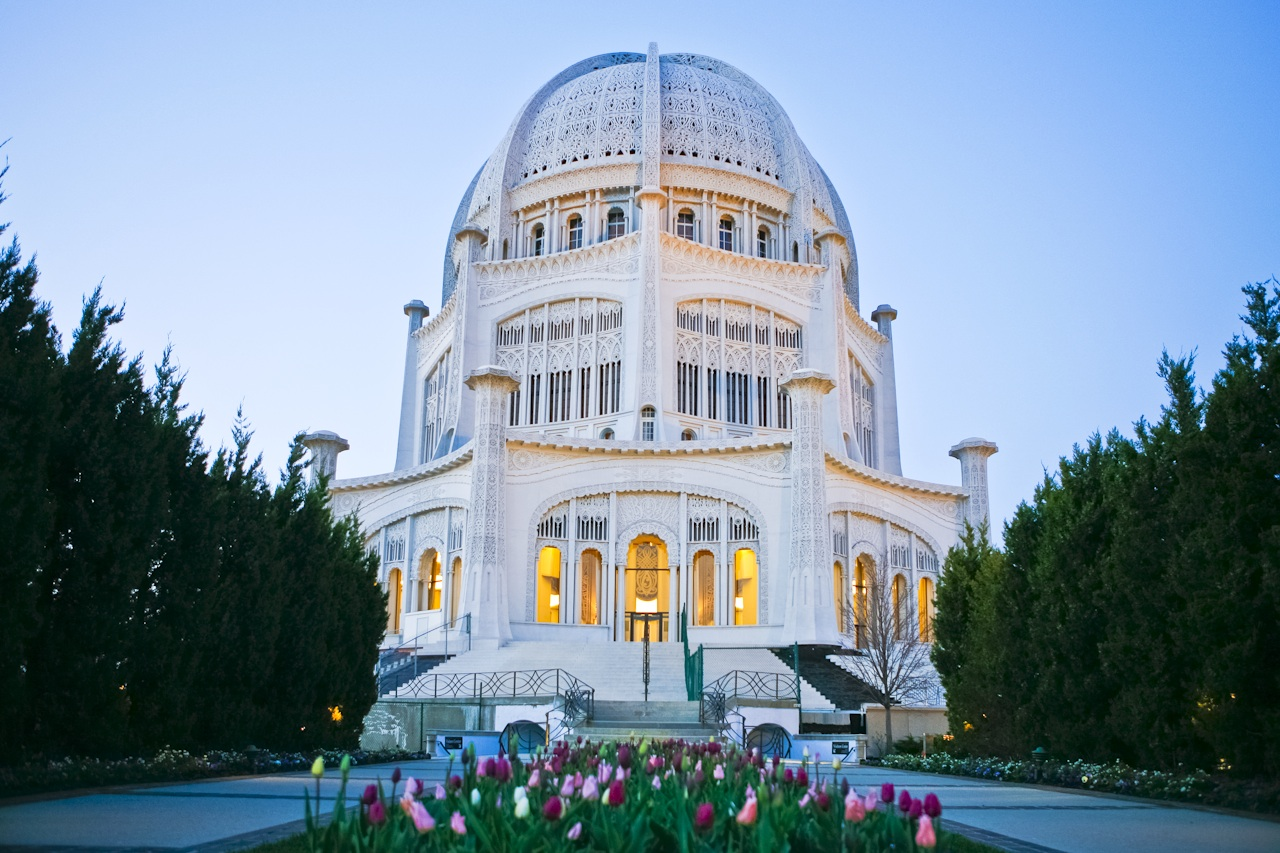
バハイ教大聖堂